# 後藤賢豊
後藤 賢豊（ごとう かたとよ）は、戦国時代の武将。六角氏の家臣。晩年に拠点とした館は現在の八日市市羽田地内にあり、滋賀県指定の史跡となっている。

## 生涯
近江国の戦国大名・六角氏の家臣で後藤但馬守の子として誕生。主君・六角義賢の偏諱（「賢」の字）を受け、賢豊と名乗った。
賢豊の後藤氏と進藤貞治・進藤賢盛の進藤氏は「六角氏の両藤」と呼ばれる六角氏の宿老であり、智勇に優れた賢豊は義賢に従って浅井攻めなどに活躍した。
1559年（永禄2年）、蒲生氏と共に恩賞条奉行を務め、1562年（永禄5年）には義賢の上洛に従い、大徳寺警護を務める。同年、主君であった六角義賢が六角義治に国を譲ると、義治は大きな勢力を有する賢豊に対して敵愾心を募らせるようになり、配下の種村、建部に殺害を命令。両者は主君を諫めるも聞き入れられず、1563年（永禄6年）、賢豊は観音寺城に登城した際に長男ともども殺害された。この事件は後に観音寺騒動と呼ばれることとなる。後藤氏に縁故がある諸将は一斉に六角氏に反旗を翻し、六角氏が衰退する端緒となった。家督は次男・後藤高治が継いだ。